# Hacılar, Büyükorhan
Hacılar là một xã thuộc huyện Büyükorhan, tỉnh Bursa, Thổ Nhĩ Kỳ. Dân số thời điểm năm 2011 là 106 người.